# Hamilton Steelhawks
Die Hamilton Steelhawks war eine kanadische Eishockeymannschaft aus Hamilton, Ontario. Das Team spielte von 1984 bis 1988 in einer der drei höchsten kanadischen Junioren-Eishockeyligen, der Ontario Hockey League (OHL).

## Geschichte
Die Brantford Alexanders wurden 1984 nach Hamilton, Ontario, umgesiedelt und in Hamilton Steelhawks umbenannt. Den Namen wählte man aufgrund der Stahlindustrie in der Region. 
In ihren vier Spielzeiten in der OHL verpassten die Steelhawks nur in der Saison 1985/86 als Letzter ihrer Division die Playoffs. Ihr größter Erfolg war das Erreichen des Conference-Halbfinales in den Jahren 1985 und 1988. 
Nach nur vier Jahren wurde das Franchise 1988 nach Niagara Falls, Ontario, umgesiedelt, wo es anschließend unter dem Namen Niagara Falls Thunder in der OHL aktiv war.

## Ehemalige Spieler
Folgende Spieler, die für die Hamilton Steelhawks aktiv waren, spielten im Laufe ihrer Karriere in der National Hockey League: 
- Roger Belanger
- Shayne Corson
- Troy Crowder
- Brad Dalgarno
- Stan Drulia
- John English
- Mike Hudson
- Jeff Jackson
- Jason Lafrenière
- Paul Laus
- Jamie Leach
- Shawn McCosh
- Ken McRae
- Mike Millar
- Keith Primeau
- Bob Probert
- John Purves
- Chris Pusey
- Mike Rosati
- Jason Simon
- Kirk Tomlinson
- Dennis Vial
- Michael Ware
- Darryl Williams
- Jason York

## Team-Rekorde

### Karriererekorde
Spiele: 255  Guy Girouard
Tore: 115  Ron Bernacci
Assists: 145  Ron Bernacci
Punkte: 260   Ron Bernacci
Strafminuten: 489  Dennis Vial